# Павлов, Николай Васильевич (писатель)
Никола́й Васи́льевич Па́влов (20 декабря 1918, с. Менюша — 1 декабря 1986, Барнаул) — советский прозаик, инженер, конструктор.

## Биография
Родился 20 декабря 1918 года в селе Менюша (ныне — Шимский район Новгородской области), в крестьянской семье.
Окончив 10 классов школы, поступил в Ленинградский политехнический институт. Студентом четвёртого курса, в июле 1941 года, ушёл добровольцем в народное ополчение. Участвовал в военных действиях на разных фронтах и закончил войну в 1945 году в Чехословакии (в мае — в звании старшего сержанта).
Война на пять лет отодвинула окончание института. Лишь в 1947 году с дипломом инженера Павлов приехал на Барнаульский котельный завод. Здесь Николай Васильевич работал до 1986 года — года его смерти. Прошёл все конструкторские должности и в 1959 году был назначен главным конструктором. Павлов опубликовал около ста научных работ, получил 14 авторских свидетельств на изобретения, защитил диссертацию на звание доктора технических наук.

## Литературная деятельность
Первые рассказы Николая Павлова появились в 1948 году. Затем в журнале «Сибирские огни», а вслед за этим отдельным изданием вышла повесть «Горячее лето» (1951, 1966), позже роман «Конструкторы» (1954, 1958, 1978), книга рассказов «Разные взгляды» (1956), сборники новелл «Рассказы о Вадике и Жене» (1958, 1963), очерки «Навстречу грядущему» (1961), книги рассказов «Клавдия и Тонечка» (1964) и «Вдвоём» (1967), сборник рассказов «Годы бегущие» (1968), повести «Морозы, метели» (1976), сборник очерков «Мои дорогие друзья» (1980) и «Для большой энергетики» (1981).
Прототипами многих героев романа и повестей писателя послужили друзья и товарищи по работе. Произведения Н. В. Павлова отличаются познавательностью, доскональным знанием заводской жизни. Инженерное мышление и помогало, и, отчасти, мешало ему, придавая его произведениям черты строгой конструкции.
Николай Васильевич вёл большую общественную работу. Избирался депутатом Алтайского краевого Совета, заместителем председателя краевого Комитета защиты мира.

## Награды
- дважды орден Отечественной войны II степени (21.6.1944[5], 6.4.1985[6]);
- орден Красной Звезды (15.3.1945)[7];
- орден Октябрьской Революции;
- орден Трудового Красного Знамени;
- медаль «За оборону Ленинграда»[5];
- медаль «За боевые заслуги» (18.5.1945)[4];
- Заслуженный машиностроитель РСФСР" (1979)[1].